# École Pascal
Pour les articles homonymes, voir Lycée Blaise-Pascal.
L’école Pascal est un établissement privé laïque mixte sous contrat d’association avec l’État qui s'étend de la maternelle à la terminale générale. Fondée en 1899 par Albert Amadieu, ancien professeur au lycée Louis-le-Grand, l’école Pascal se situe au 33, boulevard Lannes et au 15 rue de Montevideo dans le 16e arrondissement de Paris. Il est aujourd'hui dirigé par M. et Mme Wiener.

## Enseignement
L’école Pascal accueille plus de 600 élèves qui se répartissent dans les classes de la maternelle jusqu’en terminale. Elle obtient depuis plusieurs années 100 % de réussite au baccalauréat avec un pourcentage de mention supérieur à 98 %. Elle dispense un enseignement laïque. La direction de l’établissement définit son objectif dans le développement individuel des élèves en fonction des talents et la personnalité de chacun.
Un internat permet à 40 garçons de la sixième à la terminale de travailler sur place, soit en dortoir pour les plus jeunes, soit en chambre particulière pour ceux qui préparent les examens du lycée.
L’enseignement scientifique et littéraire s'accompagne d'un renforcement du pôle langue avec notamment l'« Objectif bilingue » en anglais, dispensé de la maternelle à la terminale par des professeurs natifs. La certification du Goethe Institute est également proposée aux collégiens germanistes.    
De nombreux voyages linguistiques et culturels sont organisés chaque année, à partir de la classe de CM.

### Langues enseignées
Une section européenne est proposée en quatrième et troisième ainsi qu'au lycée de la seconde en terminale avec un enseignement complémentaire de l'histoire-géographie en anglais.
Section bilangue anglais-allemand ou anglais-espagnol à partir de la classe de sixième.
L’enseignement des langues vivantes et anciennes est le suivant :
- Anglais (à partir de la maternelle) ;
- Allemand (LV2 à partir de la sixième) ;
- Espagnol (LV2 à partir de la sixième) ;
- Italien (LV2 ou  LV3 à partir de la seconde) ;
- Chinois (à partir de la sixième) ;
- Grec (option à partir de la seconde) ;
- Latin (obligatoire en cinquième et option à partir de la quatrième) ;
- Russe (LV3 ou option à partir de la seconde).

### Classement du lycée
En 2023, le lycée se classe 42e sur 112 au niveau départemental quant à la qualité d'enseignement, et 99e au niveau national, sur près de 3800 lycées. En 2018, il est classé 4e meilleur lycée de Paris. Le classement s'établit sur trois critères : le taux de réussite au bac, la proportion d'élèves de première qui obtient le baccalauréat en ayant fait les deux dernières années de leur scolarité dans l'établissement, et la valeur ajoutée (calculée à partir de l'origine sociale des élèves, de leur âge et de leurs résultats au diplôme national du brevet).

## Galerie

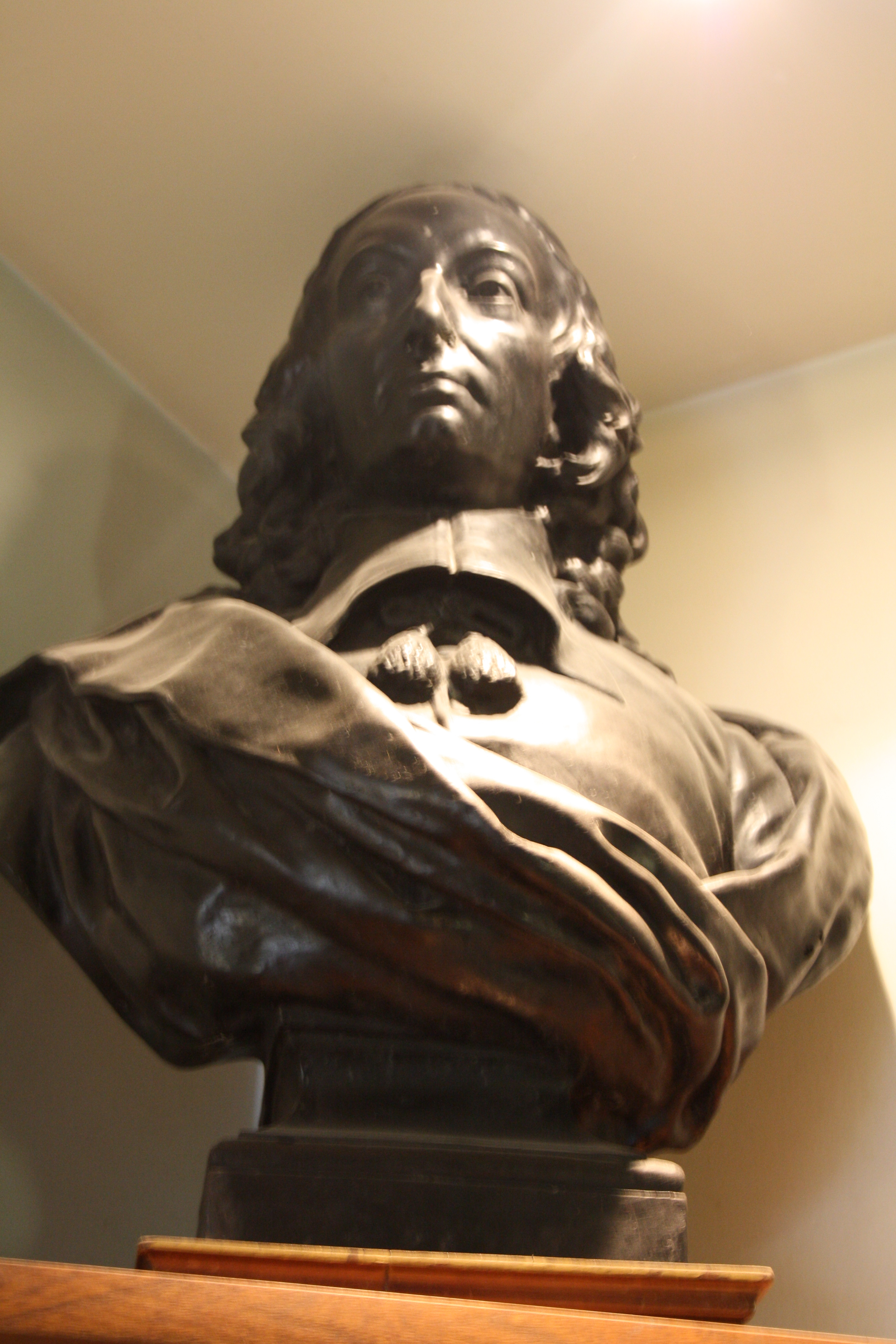
Buste de Blaise Pascal à l’entrée.
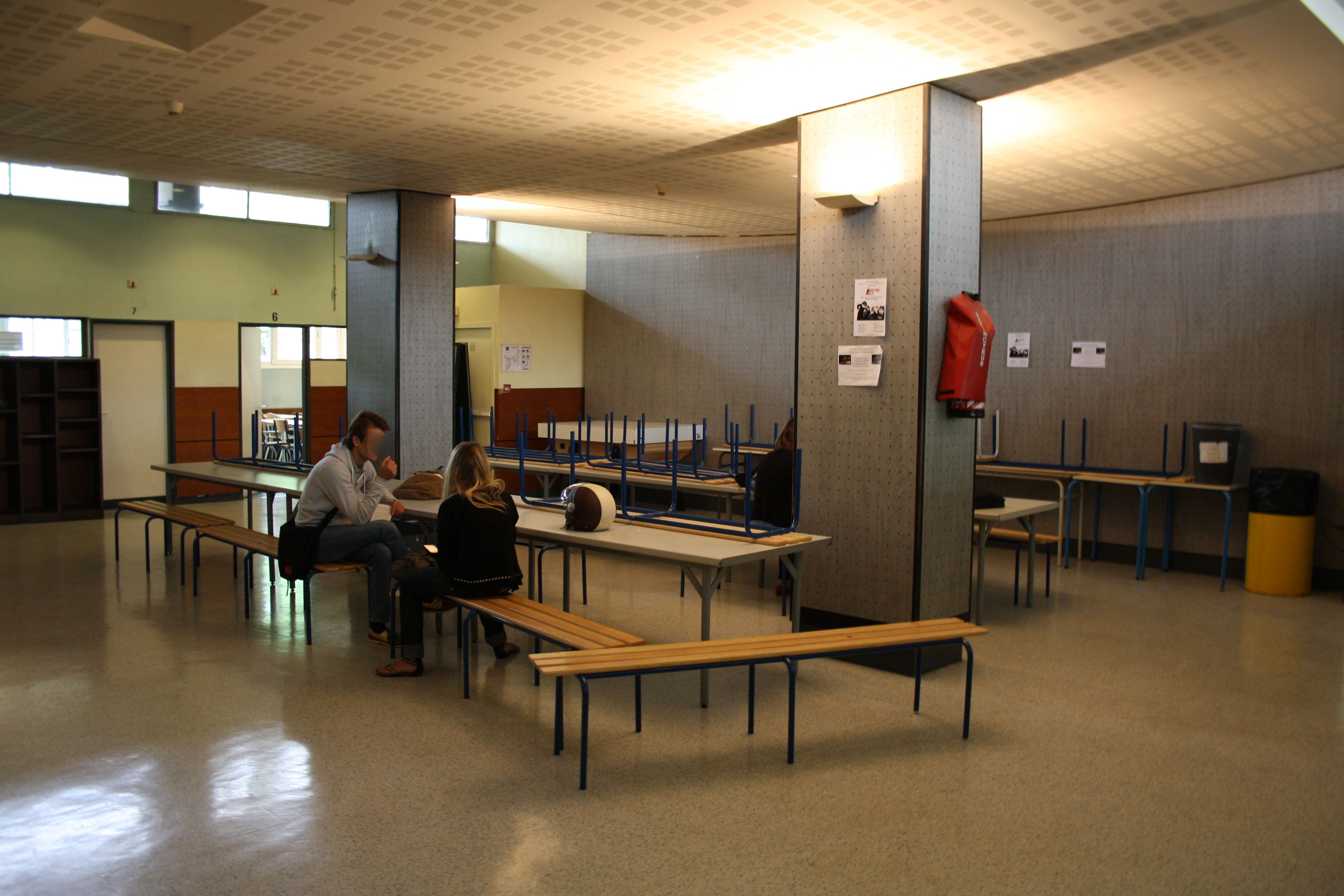
Hall, lieu de rencontre et de travail.
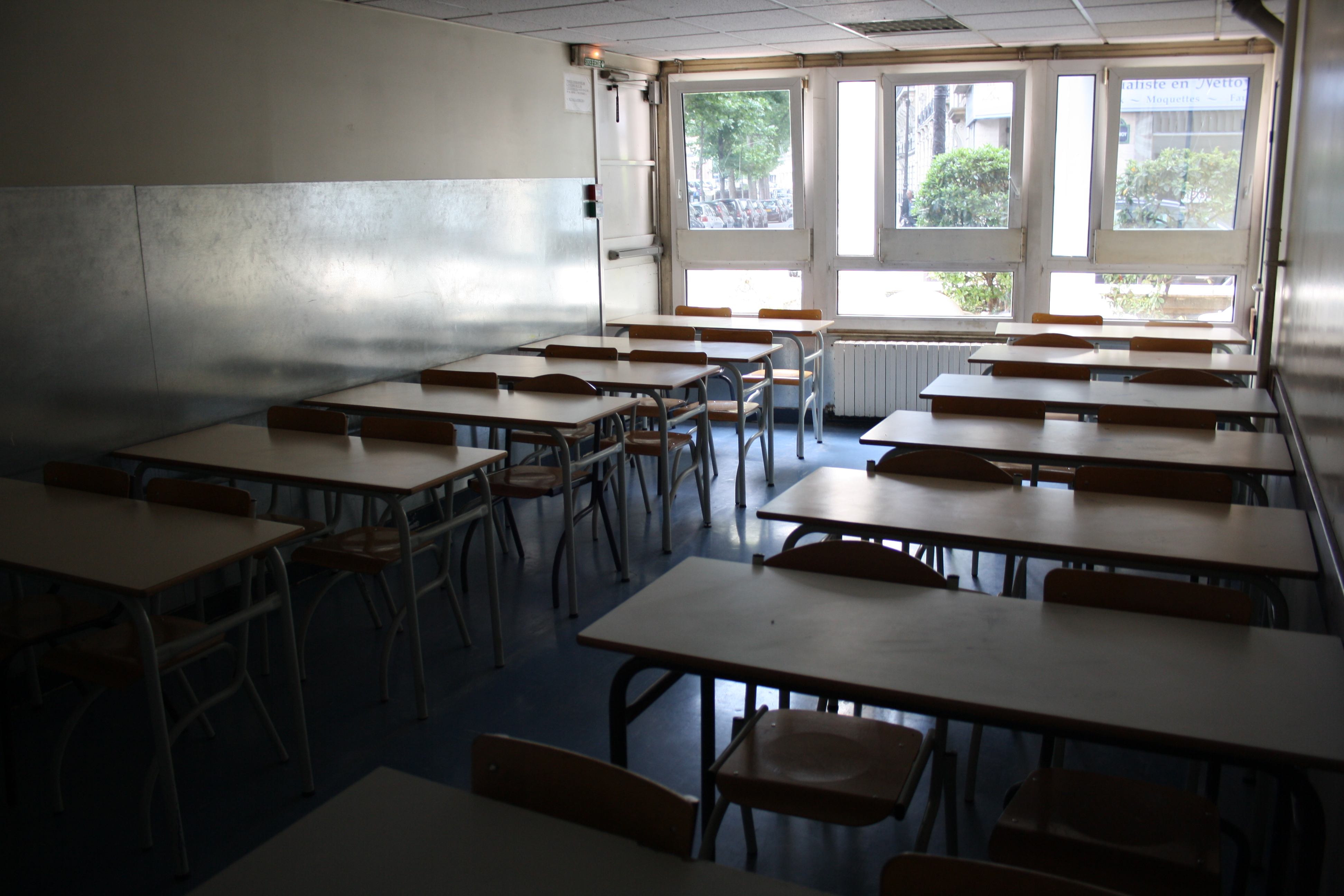
Salle no 17.

## Anciens élèves
- Alain Gerbault (1893-1941), navigateur français.
- Alfonso López Michelsen (1913-2007), 32e président de la République de Colombie[réf. nécessaire].
- Hugues Aufray (1929-), chanteur français[5].
- Jean-Paul Belmondo (1933-2021), acteur français[6],[7],[8].
- Mariam Tendou Kamara (? - ), consultante onusienne.
- Maurice Sachs (1906-1945), né Maurice Ettinghausen, écrivain relation[9].
- Nicolas Bedos (1980-), dramaturge, metteur en scène, écrivain et acteur français.